# Veterná Poruba
Veterná Poruba (in ungherese Szélporuba) è un comune della Slovacchia facente parte del distretto di Liptovský Mikuláš, nella regione di Žilina.